# 唯意志論
唯意志論（英語：Voluntarism）在哲學中是一個提出某者的意志是其進行行為和達成價值的必要和終極的基礎的哲學理論。
有較近似此論之理論的哲學家有帕斯卡、齊克果、叔本華和尼采等。唯意志论“在形而上学或心理系统中将意志置于比智力更为主导的角色”，或者说，“认为意志是宇宙自然和人类活动的根本要素”。这种描述已经应用于各个不同的文化时代以及形而上学、心理学、政治哲学和神学领域的各种观点。斐迪南·滕尼斯将“唯意志论”一词引入哲学文献，而威廉·冯特和泡尔生对此给予了特别的强调和应用。